# (438) Zeuxo
(438) Zeuxo – planetoida z grupy pasa głównego asteroid okrążająca Słońce w ciągu 4 lat i 30 dni w średniej odległości 2,55 j.a. Została odkryta 8 listopada 1898 roku w Observatoire de Nice w Nicei przez Auguste Charloisa. Nazwa planetoidy pochodzi od Zeukso, jednej z Okeanid w mitologii greckiej. Przed jej nadaniem planetoida nosiła oznaczenie tymczasowe (438) 1898 DU.